# Эргашев, Шахджахан
Шахджахан Абдусамиевич Эргашев (также Шохжахон, узб. Shohjahon Abdusamiyevich Ergashev; род. 12 декабря 1991, Фергана) — узбекский профессиональный боксер. Эргашев в настоящее время выступает в суперлёгком весе.
По состоянию на январь 2020 года занимает 6-е место в рейтингах WBA и IBF и не имеет поражений после проведённых 18 профессиональных боёв.

## Биография
Эргашев родился в Фергане. Он выступает за сборную Узбекистана. Благодаря ранним отличным результатам, которые демонстрировал Шахджахан, его тренер заметил талант и решил попробовать себя в профессиональном боксе.

## Карьера
Эргашев провел 9 профессиональных боев в России, все из которых закончились досрочно победой узбекского спортсмена. Затем он перешёл в бои Salita и переехал в США. В Америке Шахджахан провёл два боя с Маркизом Хоторном и Сонни Фредриксоном, оба раза победив техническим нокаутом.
28 апреля 2018 года Эргашев сразился с Чжимином Ваном из Китая и победил его в бою за вакантный международный пояс Всемирного боксерского совета (WBC) единогласным решением.
В феврале 2019 года одолел непобеждённого до того момента американца Майкла Фокса. Этот бой продлился все 10 раундов, а его результат определился по решению судей.
В январе 2020 года досрочно победил мексиканского боксёра Адриана Эстрелья в шоу «ShoBox: The Next Generation» в США. Это был 18-й профессиональный поединок узбекского боксёра, и во всех боях до этого он также одержал победы. После боя Шахджахан занимал шестое место в рейтингах WBA и IBF.

## Результаты в профессиональном боксе
| Сводная информация по профессиональным рекордам |          |             |
| 26 боёв                                         | 24 побед | 2 поражений |
| По нокауту                                      | 21       | 1           |
| По решению                                      | 3        | 1           |

| №  | Рекорд | Соперник               | Результат | Раунд, время | Дата боя        | Место                           | Примечание                                |
| -- | ------ | ---------------------- | --------- | ------------ | --------------- | ------------------------------- | ----------------------------------------- |
| 18 | 18-0   | Адриан Эстрелья        | KO        | 1 (12), 1:32 | 17 января 2020  | WinnaVegas Casino Resort        |                                           |
| 17 | 17-0   | Абдьель Рамирес        | TKO       | 4 (10), 2:00 | 23 августа 2019 | Central Park Community Center   |                                           |
| 16 | 16-0   | Майкл Фокс             | UD        | 10           | 15 февраля 2019 | Kansas Star Casino              |                                           |
| 15 | 15-0   | Насарено Гастон Руис   | KO        | 1 (10), 0:18 | 14 декабря 2018 | ДС «Олимп»                      |                                           |
| 14 | 14-0   | Зак Рэмзи              | KO        | 1 (6), 1:09  | 10 ноября 2018  | UIC Pavillion                   |                                           |
| 13 | 13-0   | Джума Васва            | RTD       | 4 (10), 3:00 | 19 августа 2018 | Корстон Клуб                    |                                           |
| 12 | 12-0   | Чжиминь Ван            | UD        | 10           | 28 апреля 2018  | «Барклайс-центр»                | Бой за вакантный титул в суперлёгком весе |
| 11 | 11-0   | Сонни Фредриксон       | TKO       | 3 (8), 1:58  | 12 января 2018  | Turning Stone Resort Casino     |                                           |
| 10 | 10-0   | Маркис Хоуторн         | TKO       | 2 (6), 0:41  | 11 ноября 2017  | Нассау-Колизиум                 |                                           |
| 9  | 9-0    | Сунатолло Рахматуллоев | TKO       | 1 (6), 0:50  | 10 июня 2017    | Академия бокса Флойда Мейвезера |                                           |
| 8  | 8-0    | Хамза Семпево          | TKO       | 1 (10), 1:32 | 25 марта 2017   | Ленэкспо                        |                                           |
| 7  | 7-0    | Рубен Мовсесян         | TKO       | 1 (8), 1:05  | 15 февраля 2017 | Корстон Клуб                    |                                           |
| 6  | 6-0    | Марат Хузеев           | TKO       | 1 (6), 0:16  | 26 августа 2016 | Tough Fight Gym                 |                                           |
| 5  | 5-0    | Дмитрий Антипов        | TKO       | 1 (8), 0:54  | 24 июня 2016    | Спорт-сервис                    |                                           |
| 4  | 4-0    | Алишер Ашуров          | KO        | 2 (8), 2:45  | 1 июня 2016     | Боксёрский клуб "Сатурн"        |                                           |
| 3  | 3-0    | Эльмин Сафарли         | KO        | 6 (6), 0:22  | 26 февраля 2016 | Школа бокса Александра Морозова |                                           |
| 2  | 2-0    | Магомед Алдаганов      | KO        | 1 (4), 2:51  | 30 января 2016  | Ночной клуб "Platinum"          |                                           |
| 1  | 1-0    | Арзу Алиев             | TKO       | 1 (4), 1:38  | 23 декабря 2015 | Клуб "Volta"                    |                                           |